# Setanta Sports Cup 2008
De Setanta Sports Cup 2008 was de vierde editie van de  Setanta Sports Cup. Het toernooi begon op 26 februari 2008 en eindigde met de finale op 1 november 2008.

## Groepen

### Groep A
| Team             | Pld | W | D | L | GF | GA | GD  | Pts |
| ---------------- | --- | - | - | - | -- | -- | --- | --- |
| Drogheda United  | 6   | 4 | 2 | 0 | 13 | 3  | +10 | 14  |
| Cork City        | 6   | 4 | 2 | 0 | 11 | 2  | +9  | 14  |
| Cliftonville FC  | 6   | 1 | 1 | 4 | 6  | 11 | -5  | 4   |
| Dungannon Swifts | 6   | 0 | 1 | 5 | 3  | 17 | -14 | 1   |

|                    |                          |          |                          |                                                     |
| 26 februari , 2008 | Drogheda United          | 3 – 2    | Cliftonville FC          | United Park, Drogheda Scheidsrechter: David Malcolm |
| 26 februari , 2008 | Zayed 40', 86' Baker 74' | (Report) | Murphy 57' M Holland 87' | United Park, Drogheda Scheidsrechter: David Malcolm |

|                    |                  |          |                      |                                                      |
| 26 februari , 2008 | Dungannon Swifts | 0 – 2    | Cork City            | Stangmore Park, Dungannon Scheidsrechter: Alan Black |
| 26 februari , 2008 |                  | (Report) | O'Callaghan 16', 40' | Stangmore Park, Dungannon Scheidsrechter: Alan Black |

|                 |           |       |                 |                                                 |
| 18 maart , 2008 | Cork City | 0 – 0 | Drogheda United | Turners Cross, Cork Scheidsrechter: Dave McKeon |
| 18 maart , 2008 | (Report)  |       |                 | Turners Cross, Cork Scheidsrechter: Dave McKeon |

|                 |                 |       |                  |                   |
| 18 maart , 2008 | Cliftonville FC | 0 – 0 | Dungannon Swifts | Solitude, Belfast |
| 18 maart , 2008 | (Report)        |       |                  | Solitude, Belfast |

|                 |                        |          |                 |                                                   |
| 14 april , 2008 | Cork City              | 2 – 0    | Cliftonville FC | Turners Cross, Cork Scheidsrechter: Declan Hanney |
| 14 april , 2008 | O'Flynn 71' Mooney 75' | (Report) |                 | Turners Cross, Cork Scheidsrechter: Declan Hanney |

|                 |                  |          |                                                   |                                                        |
| 14 april , 2008 | Dungannon Swifts | 0 – 4    | Drogheda United                                   | Stangmore Park, Dungannon Scheidsrechter: B Turkington |
| 14 april , 2008 |                  | (Report) | Grant 4' Gartland 35' McGinn 63' (og) O'Brien 85' | Stangmore Park, Dungannon Scheidsrechter: B Turkington |

|                    |                 |     |           |                   |
| 1 september , 2008 | Cliftonville FC | 0–2 | Cork City | Solitude, Belfast |
| 1 september , 2008 |                 |     |           | Solitude, Belfast |

|                    |                 |     |                  |                       |
| 1 september , 2008 | Drogheda United | 3–0 | Dungannon Swifts | United Park, Drogheda |
| 1 september , 2008 |                 |     |                  | United Park, Drogheda |

|                     |                 |     |           |                       |
| 15 september , 2008 | Drogheda United | 1–1 | Cork City | United Park, Drogheda |
| 15 september , 2008 |                 |     |           | United Park, Drogheda |

|                     |                  |     |                 |                           |
| 15 september , 2008 | Dungannon Swifts | 2–4 | Cliftonville FC | Stangmore Park, Dungannon |
| 15 september , 2008 |                  |     |                 | Stangmore Park, Dungannon |

|                     |                 |     |                 |                   |
| 22 september , 2008 | Cliftonville FC | 0–2 | Drogheda United | Solitude, Belfast |
| 22 september , 2008 |                 |     |                 | Solitude, Belfast |

|                     |           |     |                  |                     |
| 22 september , 2008 | Cork City | 4–1 | Dungannon Swifts | Turners Cross, Cork |
| 22 september , 2008 |           |     |                  | Turners Cross, Cork |

### Groep B
| Team                  | Pld | W | D | L | GF | GA | GD | Pts |
| --------------------- | --- | - | - | - | -- | -- | -- | --- |
| Derry City            | 6   | 4 | 1 | 1 | 10 | 4  | +6 | 13  |
| Glentoran FC          | 6   | 2 | 2 | 2 | 10 | 10 | 0  | 8   |
| Linfield FC           | 6   | 2 | 1 | 3 | 8  | 12 | -4 | 7   |
| St Patrick's Athletic | 6   | 1 | 2 | 3 | 6  | 8  | -2 | 5   |

|                 |                                                  |          |            |                                                                                |
| 10 maart , 2008 | Linfield FC                                      | 3 – 1    | Derry City | Windsor Park, Belfast Toeschouwers: 3,000 (approx) Scheidsrechter: Dave McKeon |
| 10 maart , 2008 | Delaney 23' (og) Thompson 40' Ferguson 86' (pen) | (Report) | Martyn 79' | Windsor Park, Belfast Toeschouwers: 3,000 (approx) Scheidsrechter: Dave McKeon |

|                |                            |          |                                         |                                                     |
| 10 maart, 2008 | St Patrick's Athletic      | 3 – 3    | Glentoran FC                            | Richmond Park, Dublin Toeschouwers: 1,500 (approx.) |
| 10 maart, 2008 | O'Neill 20', 89' Fahey 90' | (Report) | Halliday 5' Nixon 72' (pen) Fordyce 85' | Richmond Park, Dublin Toeschouwers: 1,500 (approx.) |

|               |              |          |                                |                                                 |
| 7 april, 2008 | Glentoran FC | 1 – 3    | Linfield FC                    | The Oval, Belfast Toeschouwers: 4,000 (approx.) |
| 7 april, 2008 | Boyce 8'     | (Report) | McAreavey 32', 49' Dickson 69' | The Oval, Belfast Toeschouwers: 4,000 (approx.) |

|               |                        |          |                       |                       |
| 7 april, 2008 | Derry City             | 2 – 0    | St Patrick's Athletic | The Brandywell, Derry |
| 7 april, 2008 | Martyn 37' Brennan 47' | (Report) |                       | The Brandywell, Derry |

|                |              |          |                  |                                                 |
| 15 april, 2008 | Glentoran FC | 1 – 1    | Derry City       | The Oval, Belfast Scheidsrechter: Mark Courtney |
| 15 april, 2008 | Nixon 70'    | (Report) | Sammon 50' (pen) | The Oval, Belfast Scheidsrechter: Mark Courtney |

|                |                        |          |             |                                                  |
| 15 april, 2008 | St Patrick's Athletic  | 2 – 0    | Linfield FC | Richmond Park, Dublin Scheidsrechter: Alan Kelly |
| 15 april, 2008 | Quigley 7' O'Neill 76' | (Report) |             | Richmond Park, Dublin Scheidsrechter: Alan Kelly |

|                   |                        |          |              |                                                  |
| 2 september, 2008 | Derry City             | 2 – 0    | Glentoran FC | The Brandywell, Derry Scheidsrechter: Ian Stokes |
| 2 september, 2008 | Higgins 35' Farren 84' | (Report) |              | The Brandywell, Derry Scheidsrechter: Ian Stokes |

|                   |             |     |                       |                       |
| 2 september, 2008 | Linfield FC | 1–1 | St Patrick's Athletic | Windsor Park, Belfast |
| 2 september, 2008 |             |     |                       | Windsor Park, Belfast |

|                    |             |     |           |                       |
| 15 september, 2008 | Linfield FC | 1–4 | Glentoran | Windsor Park, Belfast |
| 15 september, 2008 |             |     |           | Windsor Park, Belfast |

|                     |                       |     |            |                       |
| 23 september , 2008 | St Patrick's Athletic | 0–1 | Derry City | Richmond Park, Dublin |
| 23 september , 2008 |                       |     |            | Richmond Park, Dublin |

|                  |            |     |             |                       |
| 6 oktober , 2008 | Derry City | 3–0 | Linfield FC | The Brandywell, Derry |
| 6 oktober , 2008 |            |     |             | The Brandywell, Derry |

|                  |              |     |                       |                   |
| 6 oktober , 2008 | Glentoran FC | 1–0 | St Patrick's Athletic | The Oval, Belfast |
| 6 oktober , 2008 |              |     |                       | The Oval, Belfast |

## Halve finale
|                   |                 |         |              |                       |
| 13 oktober , 2008 | Drogheda United | 0–1     | Glentoran FC | United Park, Drogheda |
| 13 oktober , 2008 |                 | Hill 3' |              | United Park, Drogheda |

|                   |            |           |           |                       |
| 14 oktober , 2008 | Derry City | 0–1       | Cork City | The Brandywell, Derry |
| 14 oktober , 2008 |            | Kiely 67' |           | The Brandywell, Derry |

## Finale
|                               |                        |     |              |                     |
| 1 november , 2008 20:30 UTC+1 | Cork City              | 2–1 | Glentoran FC | Turners Cross, Cork |
| 1 november , 2008 20:30 UTC+1 | Murray 55' Kearney 73' |     | Neill 11'    | Turners Cross, Cork |